# Olivier Penin

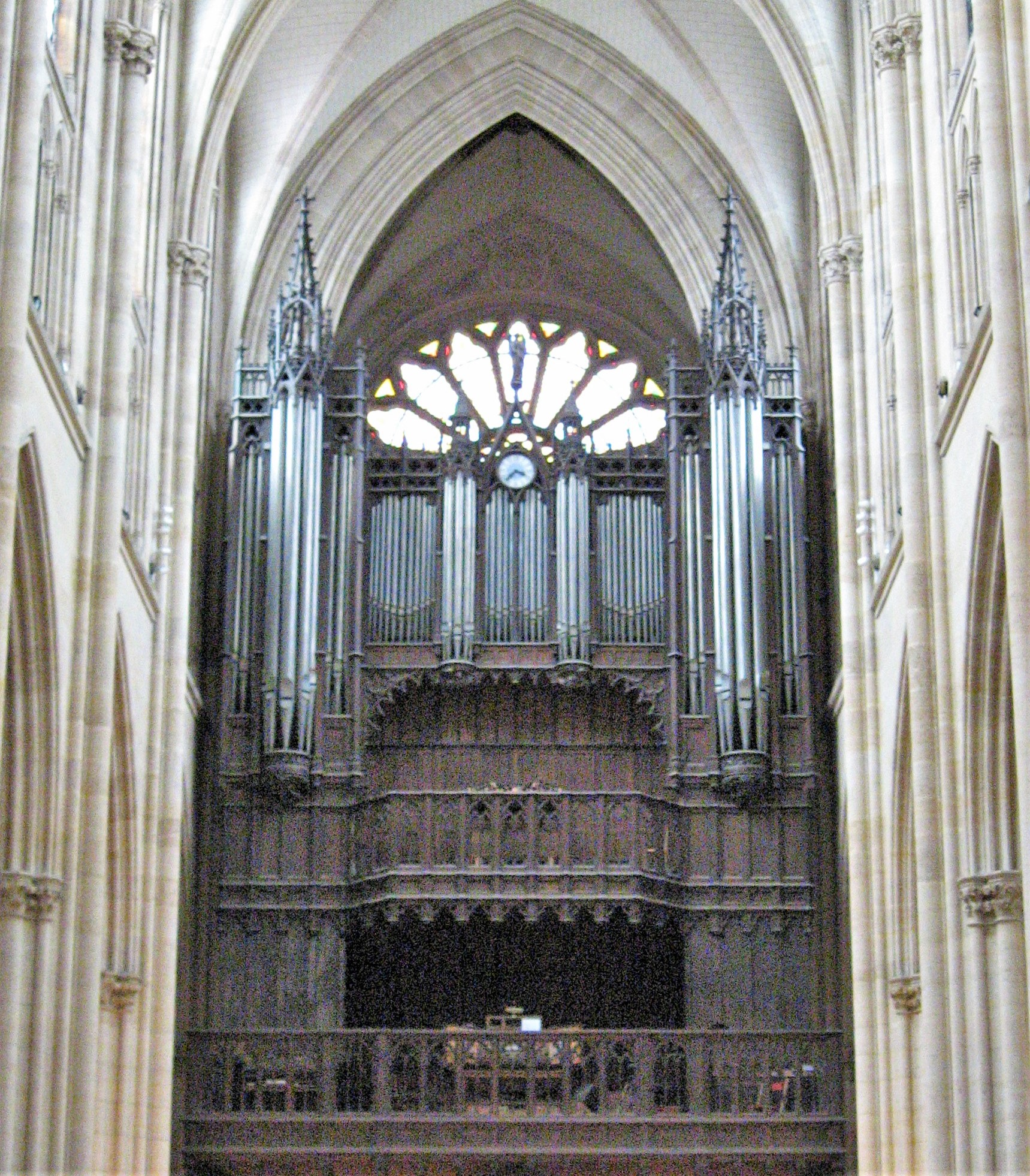
Orgel der Basilika Sainte-Clotilde

Olivier Penin (* 1981 in Caen) ist ein französischer Organist.

## Leben
Penin begann im Alter von fünf Jahren mit dem Klavierspiel. 1987 trat er als Sänger in die Maîtrise von Caen ein. Sein hauptsächlicher Orgellehrer in Paris war der Organist der Kirche Saint-Louis-d'Antin, David Noël-Hudson. 2012 wurde er zum Titularorganisten der Cavaillé-Coll-Orgel von Ste-Clotilde in Paris ernannt. Konzertreisen führten ihn nach Deutschland, Belgien, Holland, Polen, Österreich, Russland, Mexiko und Japan. Einspielungen seiner Musik wurden von France Musique und Radio Classique ausgestrahlt. Zusätzlich erschienen zahlreiche seiner Interpretationen auch als Musikvideo bei YouTube.

## Tondokumente
- Hommage Aux Maitres De Sainte-Clotilde
- Hommage a Cesar Franck. Olivier Penin mit Ensemble Basilica. Bayard (Harmonia Mundi) 2016.